# Hiệu lệnh tập kết
Hiệu lệnh tập kết (chữ Hán: 集结号, tựa tiếng Anh: Assembly) là một bộ phim chiến tranh - lịch sử Trung Quốc năm 2007 của đạo diễn Phùng Tiểu Cương. Bộ phim được chuyển thể từ tiểu thuyết Quan tòa của nhà văn Dương Kim Viễn. Phim ra mắt lần đầu vào ngày 20 tháng 12 năm 2007.

## Nội dung
Hiệu lệnh tập kết lấy bối cảnh năm 1948, khi cuộc nội chiến giữa Đảng Cộng sản và Quốc dân Đảng ở Trung Quốc bước vào giai đoạn ác liệt chưa từng có. Cốc Tử Địa là chỉ huy của Đại đội 9, Tiểu đoàn 3, Trung đoàn 139, Sư đoàn 2 biệt phái của Hồng quân Công Nông Trung Hoa. Mùa đông năm ấy, sau khi tham gia Chiến dịch Hoài Hải – một trong những chiến dịch đẫm máu nhất trong cuộc nội chiến – đơn vị 116 người của anh chỉ còn lại 47 người. Sau trận đánh, Tử Địa bị giam 3 ngày vì bắn tù binh và lấy quân trang của họ để trang bị cho binh lính dưới quyền.
Trong phòng giam, Tử Địa kết bạn với Vương Kim Tồn, một giáo viên tình nguyện nhập ngũ. Kim Tồn bị tống giam vì tội hèn nhát trong chiến đấu.
Hết thời hạn kỷ luật, Tử Địa và 46 binh sĩ trong Đại đội nhận nhiệm vụ mới: bảo vệ mỏ than ở bờ phía Nam sông Vấn. Anh yêu cầu Đại tá Lưu, chỉ huy Sư đoàn, để Kim Tồn làm chính trị viên Đại đội. Đại tá Lưu ra lệnh: Đại đội 9 chỉ được phép rút khỏi bờ sông khi nghe tiếng kèn báo hiệu tập kết về Trung đoàn. Nếu không nghe tiếng kèn, đơn vị của anh phải chiến đấu cho đến khi người cuối cùng ngã xuống. Và cuối cùng, không có bất kỳ một hiệu lệnh nào hết, những quân nhân dũng cảm lần lượt hi sinh.

## Diễn viên
- Trương Hàm Dư vai Cốc Tử Địa, chỉ huy Đại đội 9, thuộc Tiểu đoàn 3, Trung đoàn 139, sinh năm 1917, là người duy nhất thuộc Đại đội 9 sống sót sau trận đánh ở Vấn Hà.
- Đặng Siêu vai Triệu Nhị Đẩu - Tiểu đoàn trưởng pháo binh, sau hợp nhất với đội quân của Tử Địa, trong trận đánh từng được Tử Địa cứu mạng, sau này kết hôn cùng Tôn Quế Cầm.
- Viên Văn Khang vai Vương Kim Tồn - chính trị viên Đại đội 9, chồng trước của Tôn Quế Cầm.
- Thang Yến vai Tôn Quế Cầm
- Liêu Phàm vai Tiêu Đại Băng - Trung đội trưởng Trung đội 1 Đại đội 9.
- Vương Bảo Cường vai Khương Mậu Tài - lính bắn tỉa thuộc Đại đội 9.
- Hồ Quân vai Lưu Trạch Thủy - Trung đoàn trưởng Trung đoàn 139.
- Nhậm Tuyền vai chính trị viên Tôn - chính trị viên Đại đội 9.

## Giải thưởng
| Giải thưởng                     | Hạng mục                          | Đối tượng đề cử   | Kết quả   |
| ------------------------------- | --------------------------------- | ----------------- | --------- |
| Giải thưởng Bách Hoa lần thứ 29 | Phim điện ảnh xuất sắc nhất       | Hiệu lệnh tập kết | Đoạt giải |
| Giải thưởng Bách Hoa lần thứ 29 | Đạo diễn xuất sắc nhất            | Phùng Tiểu Cương  | Đề cử     |
| Giải thưởng Bách Hoa lần thứ 29 | Nam diễn viên chính xuất sắc nhất | Trương Hàm Dư     | Đề cử     |
| Giải thưởng Bách Hoa lần thứ 29 | Nam diễn viên phụ xuất sắc nhất   | Đặng Siêu         | Đề cử     |
| Giải thưởng Kim Mã lần thứ 45   | Nam diễn viên chính xuất sắc nhất | Trương Hàm Dư     | Đoạt giải |
| Giải thưởng Kim Mã lần thứ 45   | Kịch bản chuyển thể xuất sắc nhất | Lưu Hằng          | Đoạt giải |
| Giải thưởng Kim Kê lần thứ 29   | Phim điện ảnh xuất sắc nhất       | Hiệu lệnh tập kết | Đoạt giải |
| Giải thưởng Kim Kê lần thứ 29   | Đạo diễn xuất sắc nhất            | Phùng Tiểu Cương  | Đoạt giải |
| Giải thưởng Kim Kê lần thứ 29   | Quay phim xuất sắc nhất           | Lữ Nhạc           | Đoạt giải |
| Giải thưởng Kim Kê lần thứ 29   | Nhạc phim hay nhất                | Vương Lê Quang    | Đoạt giải |
| Giải thưởng Hoa Biểu lần thứ 13 | Đạo diễn xuất sắc nhất            | Phùng Tiểu Cương  | Đề cử     |
| Giải thưởng Hoa Biểu lần thứ 13 | Nam diễn viên chính xuất sắc nhất | Trương Hàm Dư     | Đề cử     |
| Giải thưởng Hoa Biểu lần thứ 13 | Nhạc phim hay nhất                | Vương Lê Quang    | Đề cử     |